# 伊東ハンニ
伊東 ハンニ（いとう はんに、1898年（明治31年）8月25日 -1969年（昭和44年）8月3日）は、日本の作家、相場師、社会運動家。伊東阪二とも書く。本名松尾 正直（まつお まさなお）。昭和初期に相場で巨富を得、兜町の風雲児として注目され「昭和の天一坊」とも呼ばれた。
『国民新聞』、雑誌『日本国民』のオーナー。川端康成、与謝野晶子等のプロデューサー。東洋のマタハリと呼ばれた川島芳子と親交あり。熱烈な愛国者であり、太平洋戦争を回避しようと日本国中を遊説した。

## 略歴

### 作家としてデビュー
三重県鈴鹿郡加太村（現亀山市）に米穀商・松尾伝吉の三男に生まれる。父は米穀商の傍ら株の仲買人を手がけていたが、日露戦争後の相場の乱高下で損害を被り名古屋へ転居。小学校も中退し国民中学会の中学講義録で独学しながら、一方で隈本有尚によって紹介され始めた占星術にも興味を示し、東京帝国大学の講義を受けた。
1912年（大正元年）に上京。暫くは職を転々とし蓄財に励んだ後、隈本の主宰する占星術研究会に入門。研究会に参加していた知識人や政治家・実業家などから知識を仕入れながら、懸賞小説などに応募し続けるも入選せず、一時は東京を出て大津や名古屋で新聞記者として勤めるが、金銭トラブルで辞めざるを得ず再び東京へ舞い戻って隈本の紹介で田川大吉郎の知遇を得る。1917年（大正6年）に『苦学十年』で作家としてデビューするが、あまり注目されなかった。だが第二作目の『独逸伯林城下の誓い』は、第一次世界大戦下の反ドイツ感情を煽情的に訴えたことから大好評を拍し、当時陸軍参謀次長だった田中義一から評価された。更に『熱血宰相ケレンスキー』、『苦学実験物語』、『生存競争とその血路』と続けて著作を出すが、作家としての評判は芳しくなく印税を相場に注ぎ込むも失敗。名古屋へ戻った。

### 相場師として再登場
名古屋へ戻ると、父や兄と共に会社経営や米相場・商品取引を手がけるが、1926年（大正15年）に東京へ出向いて再度隈本の許に寄宿する。この時名前を伊東阪二（いとう はんに）と改め、隈本に頼み込んで世界恐慌の予測をして貰い投機筋に売り込んだ。更に金輸出再禁止を見込んで、値動き激しく最も投機的な株と言われる東京株式取引所新株（通称・東新）で相場を張り、当時の額で五十万円(現在の価値に直すと約五十億円)の利益を挙げた。一万円を満州派遣軍の慰問費として寄付し、これが新聞で報じられたことから一躍時の人となった。

### 言論活動と「日本国民主義」「新東洋主義」
1932年（昭和7年）、ハンニは滞在先の帝国ホテル内を事務所として雑誌『日本国民』を創刊。川端康成、与謝野晶子等が執筆した。当時時代を席巻していた社会主義・共産主義とファシズムに対峙する日本国民主義を称え、ルドルフ・シュタイナーに影響された友愛理念を基調としながら労働の価値に重きを置く主張を展開した。日本を良くしようとの熱意に燃え根津嘉一郎から『国民新聞』を買収、社長となった。新聞や雑誌だけでなく、しばしば都市や農村を回っては遊説を行い、大宅壮一はハンニをモンテ・クリスト伯に擬えた小説を書いた。当時すでに共産主義の崩壊を予見していた。
しかし『日本国民』創刊直後に山崎種二相手の米相場で大損を出す。『日本国民』は廃刊に追い込まれ、『国民新聞』も経営不振に陥って結局根津に売却。中国へ渡って現地駐在武官との伝で川島芳子と知己になり、近代化や発展を経た新しい東洋文明が世界を席巻するという新東洋主義を称える。この宣伝のため、ビクターレコードからハンニ自身が作詞した『オシャカサン(歩きダンスの歌)』（オシャカサンは伊東の綽名）、『悲しみの敵(新東洋の頌)』を藤山一郎の作曲・歌でリリース、永松浅造はハンニの評伝を書いた。熱烈な愛国者ハンニは日本が太平洋戦争に突き進むのを憂い、新東洋社を結成して各地を遊説し、何万人もの聴衆を集め、戦争反対の国民運動を起こした。
ハンニは、遊説で集まった商人や資産家に相場や投機の儲け話を持ちかけたという疑いをかけられ、昭和10年に訴えられた。ハンニは起訴されたものの拘禁性精神病を理由に保釈された。投獄中は残酷な拷問を受け後遺症が残った。その後も投資詐欺を行ない、昭和23年に詐欺罪で大阪府警に検挙され、世間から姿を消した。

### 戦後
太平洋戦争が終わり隠退蔵物資をめぐり汚職が囁かれる様になった1946年（昭和21年）2月、ハンニは隠退蔵物資の摘発を呼びかけた。このため世耕弘一率いる隠退蔵物資処理委員会から多額の報酬を受け取り、多くの人々が物資欠乏の中でハンニは恵まれた生活を送ることが出来た。東京文京区の印刷会社の次女で東京海上火災に勤務していた女性と結婚。1952年 (昭和27年)長女陽子誕生。1967年（昭和42年）に（1935年の詐欺疑惑事件で）裁判所からの呼び出しへの対応で弁護士と相談の帰途、脳出血に倒れる。銀座を散歩中に倒れ、1969年（昭和44年）8月3日脳梗塞で東京文京区の自宅で亡くなった。遺骨は島根県出雲市の西楽寺自然葬墓苑に埋葬されている。伊東ハンニの遺構『思想の音楽』の内容を参考に記載。
その後、1970年（昭和45年）4月3日の『週刊サンケイ』に菊村到によるルポが掲載された。